# جيسي عبدو
جيسي عبدو(17 فبراير1988-) ممثلة ومذيعة لبنانية.

## مشوارها المهني
ولدت في بيروت كانت تبيع الحلوى في صغرها انطلاقتها في التلفزيون كانت من خلال اسكتشات البرنامج الكوميدي الساخر «بسمات وطن» عام 2006،
بدأت مشوارها الدرامي مع المنتج إيلي معلوف، وأطلّت في أعمال مثل: «إلى يارا» و«سكوت امرأة» و«جود»، وشاركت في أعمال من إنتاج شركة «مروى غروب»، من بينها:«باب إدريس» و«أوبيرج» و«ديو الغرام»  عام 2013 شاركت ببرنامج ديو المشاهير الموسم الثالث على شاشة ال بي سي لدعم إحدى الجمعيات الخيرية اما الجائزة التي حصلت عليها وهي مبلغ 12500 دولار، فقدمتها لجمعية «كن هادي»، التي تهدف إلى الوقاية والتوعية من مخاطر حوادث السير.

### حياتها الخاصة
تزوجت في سن السابعة عشرة رغم معارضة أهلها لكنها انفصلت بعد عامين، ارتبطت بشاب مسلم وهي مسيحية لكنه توفي بحادث سير بعد دخوله بغيبوبة دامت ثماني أيام. تصف جيسي نفسها بأنها نصف مسلمة ونصف مسيحية. متزوجة الآن بالمنتج اللبناني مفيد الرفاعي

## الأعمال

### في التلفزيون
- 2025 بالدم
- 2023 عرابة بيروت
- 2022: ظل
- (2021): الجار للجار
- (2019): لا قبلك ولا بعدك
- (2019):صانع الأحلام
- (2018):سك على إخواتك
- (2018): جيران ج4
- (2018):جوليا
- (2017): جيران ج3
- (2017): جيران ج2
- (2017): فخامة الشك
- (2017):كاراميل
- (2016):جريمة شغف[9]
- (2015):سبعة
- (2015):بنت الشهبندر
- (2014):ثلاث بنات
- (2014):دوائر حب
- (2013): أوبيرج
- (2012):حلوة وكذابة
- (2012):ديو الغرام
- (2011):الغالبون
- (2011):باب إدريس
- (2010):إلى يارا
- (2009): سقوط امرأة
- (2009): جود

### في السينما
- (2022):ولا غلطة
- (2018):كذبة بيضا
- (2017):حبة كاراميل
- (2013):حلوة كتير وكذابة
- (2013): بي بي

### مسرحيات
- (2015): بس مات وطن
- (2012): صرخة عز

### في البرامج التلفزيونية
- بس مات وطن
- كتير سلبي شو

## روابط خارجية
- جيسي عبدو على موقع قاعدة بيانات الأفلام العربية